# Schlacht bei Ouessant (1778)
Die Seeschlacht bei Ouessant (englisch: Battle of Ushant oder auch First Battle of Ushant, französisch: Bataille d'Ouessant, in der deutschen Literatur wird der Ereignisort auch mit Quessant angegeben) am 27. Juli 1778 war die erste Seeschlacht zwischen Großbritannien und Frankreich während des Amerikanischen Unabhängigkeitskrieges. Sie endete ohne Entscheidung.

## Vorgeschichte
Großbritannien befand sich seit 1775 im Krieg gegen die amerikanische Unabhängigkeitsbewegung. Im Jahr 1778 stellte Frankreich sich auf die Seite der Amerikaner und es kam zum Krieg mit Großbritannien. In Frankreich beabsichtigte man eine Invasion Großbritanniens. Dazu musste allerdings die Kanalflotte entscheidend geschlagen werden.
Augustus Keppel, der zuvor als Whig und Mitglied des House of Commons Gegner des Kriegskurses der Regierung gewesen war, hatte als Admiral das Kommando über die Kanalflotte erhalten. Von vornherein problematisch war, dass Hugh Palliser unter Keppel ein untergeordnetes Kommando erhalten hatte. Er gehörte zu den Lords der Admiralität und war Anhänger der Regierung.
Keppel hisste seine Flagge auf der Victory als seinem Flaggschiff. Als er bei der Flotte in Spithead ankam, war diese in einem schlechten Zustand. Nur wenige Schiffe waren einsatzbereit. Nach der offiziellen Kriegserklärung konnte die Zahl der einsatzfähigen Linienschiffe auf zwanzig erhöht werden. Mit diesen segelte er im Juni los und griff vor der französischen Küste zwei Fregatten an. Dies war die erste Kriegshandlung zwischen Frankreich und Großbritannien. Keppel kehrte nach England zurück, um seine Flotte zu verstärken, weil er erfahren hatte, dass in Brest 32 französische Kriegsschiffe bereitlägen.
Mit einer Flotte von nunmehr 30 Linienschiffen, sechs Fregatten, zwei Kuttern und zwei Brandern lief Keppel erneut aus und traf bei Ushant auf die französische Flotte unter Louis Guillouet, comte d’Orvilliers. Diese war am 8. Juli aus Brest ausgelaufen. Sie bestand aus 32 Linienschiffen und 16 Fregatten.
Nachdem sich die Flotten am 23. Juli erstmals in Sichtweite befanden, verhinderte ein orkanartiger Sturm für mehrere Tage eine Schlacht.

## Die Schlacht

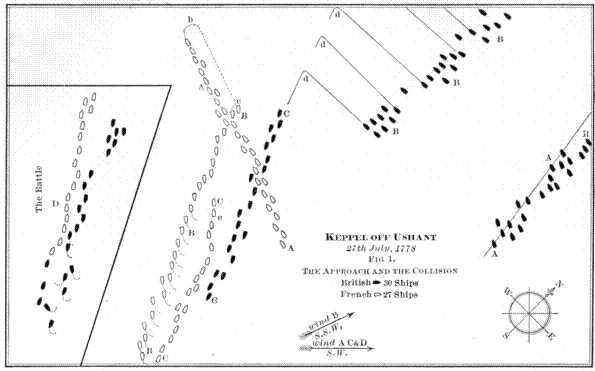
Skizze der Schlacht

Am Nachmittag des 23. Juli sichteten sich die beiden Flotten etwa hundert Meilen westlich von Ushant, die Franzosen befanden sich zu diesem Zeitpunkt leeseitig. Gegen Sonnenuntergang standen die Franzosen mit dem Wind aus West-Nordwest auf Südwest und fielen in nordöstlicher Richtung von den Briten ab, die sich in nördlicher Richtung befanden. Da die Briten die ganze Nacht hindurch fast bewegungslos blieben, nutzte d'Orvilliers eine Winddrehung, um nach Luv zu drängen. Am nächsten Morgen stellten die Briten fest, dass ihre Gegner in nordwestliche Richtung segelten. Keppel befand sich nun zwischen Brest und den Franzosen, während d'Orvilliers, obwohl er den Vorteil des offenen Rückzugs in seinen Hafen aufgab, durch den Windvorteil, weiter auf See bleiben und einen Kampf vermeiden konnte.
Während der nächsten drei Tage versuchte Keppel vergeblich die französische Flotte zu stellen, die sich immer weiter in den Atlantik zurückzog. Um 6 Uhr morgens am 27. Juli, die Briten befanden sich in einer Dwarslinie, gab Keppel den Befehl, dass die Nachhut unter Sir Hugh Palliser, die einige Meilen entfernt war, eine Position an Luv einzunehmen. Um 9 Uhr gab D’Orvilliers seiner Flotte, die bis dahin in die gleiche Richtung, mehrere Meilen luvwärts, gesegelt war, Befehl zur Wende. Als die hintersten Schiffe der französischen Flotte jedoch wendeten, drehte der Wind und ermöglichte es den Briten, die Lücke zwischen ihnen und den Franzosen zu schließen.
Um 10.15 Uhr, die Briten befanden sich fast im Kielwasser der Franzosen, befahl Keppel seinen eigenen Schiffen eine Kiellinienformation einzunehmen und zu wenden. Wenig später führte eine Änderung der Windrichtung zu einem Regenschauer. Mit dem Einsetzen des Regens änderte sich die Windrichtung auf Südwest, was den Briten einen Vorteil verschaffte, den d'Orvilliers gegen 11:00 Uhr durch das Wenden seiner Schiffe zu verhindern suchte. Somit steuerten die Franzosen, nun in loser Formation auf die Briten zu.
Die französischen Schiffe lagen 4 Striche vor dem Wind und d'Orvilliers befahl, hoch am Wind zu segeln, was dazu führte, dass die ersten drei Schiffe der Franzosen leicht von den Briten abdrehten. Doch um 11:20 Uhr war das vierte Schiff der Franzosen in Reichweite der Briten und eröffnete das Feuer. Zeitweilig hoffte D’Orvilliers seinerseits, die englische Nachhut von der Hauptmacht abschneiden zu können. Diese Chance konnte nicht genutzt werden, weil der Unterbefehlshaber der Louis-Philippe II. Joseph de Bourbon, duc d’Orléans einen Befehl nicht sofort befolgt hatte. Keppel versuchte die Gelegenheit zu nutzen, um seinerseits mit einer Übermacht die feindliche Nachhut anzugreifen. Dem konnte D’Orvillier mit einem Manöver zuvorkommen, weil die französischen Schiffe über bessere Segeleigenschaften verfügten und die Kampfschäden an Segeln und Takelage nicht so groß waren wie auf britischer Seite. Das Ausweichmanöver führte dazu, dass die Flotten sich voneinander entfernten. Bei Einbruch der Nacht wurde das Geschützfeuer eingestellt.

## Flotte

### Großbritannien
| Admiral Keppels Flotte                                                      | Admiral Keppels Flotte | Admiral Keppels Flotte                          | Admiral Keppels Flotte | Admiral Keppels Flotte | Admiral Keppels Flotte | Admiral Keppels Flotte                                |
| Schiff                                                                      | Kanonen                | Kommandant                                      | Verluste               | Verluste               | Verluste               | Anmerkungen                                           |
| Schiff                                                                      | Kanonen                | Kommandant                                      | getötet                | verwundet              | Insgesamt              | Anmerkungen                                           |
| Vorhut                                                                      | Vorhut                 | Vorhut                                          | Vorhut                 | Vorhut                 | Vorhut                 | Vorhut                                                |
| --------------------------------------------------------------------------- | ---------------------- | ----------------------------------------------- | ---------------------- | ---------------------- | ---------------------- | ----------------------------------------------------- |
| Duke                                                                        | 90                     | William Brereton                                |                        |                        |                        |                                                       |
| Queen                                                                       | 90                     | Isaac Prescott                                  |                        |                        |                        | Geschwaderflaggschiff von Vice-admiral Robert Harland |
| Monarch                                                                     | 74                     | Joshua Rowley                                   |                        |                        |                        |                                                       |
| Hector                                                                      | 74                     | John Hamilton                                   |                        |                        |                        |                                                       |
| Centaur                                                                     | 74                     | Phillips Cosby                                  |                        |                        |                        |                                                       |
| Shrewsbury                                                                  | 74                     | John Lockhart Ross                              |                        |                        |                        |                                                       |
| Cumberland                                                                  | 74                     | Joseph Peyton                                   |                        |                        |                        |                                                       |
| Berwick                                                                     | 74                     | Keith Stewart                                   |                        |                        |                        |                                                       |
| Exeter                                                                      | 64                     | John Neal Pleydell Nott                         |                        |                        |                        |                                                       |
| Stirling Castle                                                             | 64                     | Charles Douglas                                 |                        |                        |                        |                                                       |
| Zentrum                                                                     |                        |                                                 |                        |                        |                        |                                                       |
| Victory                                                                     | 100                    | John Campbell (First Captain) Jonathan Faulknor |                        |                        |                        | Flottenflaggschiff von Admiral Augustus Keppel        |
| Sandwich                                                                    | 90                     | Richard Edwards                                 |                        |                        |                        |                                                       |
| Prince George                                                               | 90                     | John Lindsay                                    |                        |                        |                        |                                                       |
| Foudroyant                                                                  | 80                     | John Jervis                                     |                        |                        |                        |                                                       |
| Courageux                                                                   | 74                     | Constantine Phipps                              |                        |                        |                        |                                                       |
| Thunderer                                                                   | 74                     | Robert Boyle-Walsingham                         |                        |                        |                        |                                                       |
| Valiant                                                                     | 74                     | John Leveson-Gower                              |                        |                        |                        |                                                       |
| Terrible                                                                    | 74                     | Richard Bickerton                               |                        |                        |                        |                                                       |
| Vengeance                                                                   | 74                     | Michael Clements                                |                        |                        |                        |                                                       |
| Bienfaisant                                                                 | 64                     | John MacBride                                   |                        |                        |                        |                                                       |
| Vigilant                                                                    | 64                     | Robert Kingsmill                                |                        |                        |                        |                                                       |
| Nachhut                                                                     |                        |                                                 |                        |                        |                        |                                                       |
| Formidable                                                                  | 90                     | John Bazely                                     |                        |                        |                        | Geschwaderflaggschiff von Vice-admiral Hugh Palliser  |
| Ocean                                                                       | 90                     | John Laforey                                    |                        |                        |                        |                                                       |
| Elizabeth                                                                   | 74                     | Frederick Lewis Maitland                        |                        |                        |                        |                                                       |
| Robust                                                                      | 74                     | Alexander Hood                                  |                        |                        |                        |                                                       |
| Egmont                                                                      | 74                     | John Carter Allen                               |                        |                        |                        |                                                       |
| Ramillies                                                                   | 74                     | Robert Digby                                    |                        |                        |                        |                                                       |
| Worcester                                                                   | 64                     | Mark Robinson                                   |                        |                        |                        |                                                       |
| America                                                                     | 64                     | Edward Pakenham                                 |                        |                        |                        |                                                       |
| Defiance                                                                    | 64                     | Samuel Goodall                                  |                        |                        |                        |                                                       |
| Fregatten und sonstige Schiffe                                              |                        |                                                 |                        |                        |                        |                                                       |
| Arethusa                                                                    | 32                     | Samuel Marshall                                 |                        |                        |                        |                                                       |
| Proserpine                                                                  | 28                     | Evelyn Sutton                                   |                        |                        |                        |                                                       |
| Milford                                                                     | 28                     | William Burnaby                                 |                        |                        |                        |                                                       |
| Fox                                                                         | 28                     | Thomas Windsor                                  |                        |                        |                        |                                                       |
| Andromeda                                                                   | 28                     | Henry Bryne                                     |                        |                        |                        |                                                       |
| Lively                                                                      | 20                     | Robert Biggs                                    |                        |                        |                        |                                                       |
| Alert                                                                       | 12                     | William George Fairfax                          |                        |                        |                        | Kutter                                                |
| Pluto                                                                       | 8                      | James Bradby                                    |                        |                        |                        | Brander                                               |
| Vulcan                                                                      | 8                      | James Lloyd                                     |                        |                        |                        | Brander                                               |
| Stärke: 7 Dreidecker, 23 Zweidecker und 9 kleinere Schiffe mit 2470 Kanonen |                        |                                                 |                        |                        |                        |                                                       |

### Frankreich
| Admiral d’Orvilliers Flotte                                                  | Admiral d’Orvilliers Flotte | Admiral d’Orvilliers Flotte                  | Admiral d’Orvilliers Flotte | Admiral d’Orvilliers Flotte | Admiral d’Orvilliers Flotte | Admiral d’Orvilliers Flotte |
| Schiff                                                                       | Kanonen                     | Kommandant                                   | Verluste                    | Verluste                    | Verluste                    | Anmerkungen |
| Schiff                                                                       | Kanonen                     | Kommandant                                   | getötet                     | verwundet                   | Insgesamt                   | Anmerkungen |
| Vorhut                                                                       | Vorhut                      | Vorhut                                       | Vorhut                      | Vorhut                      | Vorhut                      | Vorhut |
| ---------------------------------------------------------------------------- | --------------------------- | -------------------------------------------- | --------------------------- | --------------------------- | --------------------------- | --- |
| Couronne                                                                     | 80                          | Jean-Michel Huon de Kermadec                 |                             |                             |                             | Geschwaderflaggschiff von Lieutenant-général Louis Charles du Chaffault de Besné                                                             |
| Duc de Bourgogne                                                             | 80                          |                                              |                             |                             |                             | detachiert – nicht an der Schlacht beteiligt                                                                                                 |
| Glorieux                                                                     | 74                          | Antoine Hilarion de Beausset                 |                             |                             |                             | |
| Palmier                                                                      | 74                          | Henry-César Boscal de Réals                  |                             |                             |                             | |
| Bien-Aimé                                                                    | 74                          | Marcel-Ambroise d’Aubenton                   |                             |                             |                             | |
| Dauphin Royal                                                                | 70                          | Armand-Claude Poute de Nieuil                |                             |                             |                             | |
| Vengeur                                                                      | 64                          | Claude-Marguerite Renart de Fuchsamberg      |                             |                             |                             | |
| Alexandre                                                                    | 64                          |                                              |                             |                             |                             | |
| Indien                                                                       | 64                          | Charles-Marie de La Grandière                |                             |                             |                             | |
| Saint Michel                                                                 | 64                          | Claude Mithon de Genouilly                   |                             |                             |                             | |
| Amphion                                                                      | 50                          | Jean François Denis de Keredern de Trobriand |                             |                             |                             | |
| Zentrum                                                                      |                             |                                              |                             |                             |                             | |
| Bretagne                                                                     | 100                         | Louis Guillaume de Parscau du Plessix        |                             |                             |                             | Flottenflaggschiff von Lieutenant-général Louis Guillouet d’Orvilliers                                                                       |
| Ville de Paris                                                               | 90                          | Antoine de Thomassin de Peynier              |                             |                             |                             | Flaggschiff von Chef d’escadre Luc Urbain du Bouëxic de Guichen                                                                              |
| Orient                                                                       | 74                          | Charles Jean d'Hector                        |                             |                             |                             | |
| Fendant                                                                      | 74                          | Louis-Philippe de Rigaud de Vaudreuil        |                             |                             |                             | |
| Magnifique                                                                   | 74                          | François-Louis de Brach                      |                             |                             |                             | |
| Actif                                                                        | 74                          | Thomas d’Estienne d’Orves                    |                             |                             |                             | |
| Réfléchi                                                                     | 64                          | Armand-François Cillart de Suville           |                             |                             |                             | |
| Éveillé                                                                      | 64                          | Nicholas-Hyacinthe de Botderu                |                             |                             |                             | |
| Artésien                                                                     | 64                          | Charles Sochet des Touches                   |                             |                             |                             | |
| Actionnaire                                                                  | 64                          | Vincent-Joseph-Marie de Proisy de Brison     |                             |                             |                             | |
| Nachhut                                                                      |                             |                                              |                             |                             |                             | |
| Saint-Esprit                                                                 | 80                          | Pierre de Roquefeuil-Montpeyroux             |                             |                             |                             | Geschwaderflaggschiff von Lieutenant-général Louis-Philippe II. Joseph de Bourbon und Chef d’escadre Toussaint-Guillaume Picquet de la Motte |
| Robuste                                                                      | 74                          | François Joseph Paul de Grasse               |                             |                             |                             | |
| Conquérant                                                                   | 74                          | François-Aymar de Monteil                    |                             |                             |                             | |
| Intrépide                                                                    | 74                          | Louis-André Beaussier de Chateauvert         |                             |                             |                             | |
| Zodiaque                                                                     | 74                          | Paul-Jules de la Porte-Vezins                |                             |                             |                             | |
| Diadème                                                                      | 74                          | Jacques de Boutier de La Cardonnie           |                             |                             |                             | |
| Solitaire                                                                    | 64                          | Bon Chrétien de Briqueville                  |                             |                             |                             | |
| Roland                                                                       | 64                          | Jean-François Gilart de Larchantel           |                             |                             |                             | |
| Sphinx                                                                       | 64                          | Claude-René Pâris de Soulanges               |                             |                             |                             | |
| Triton                                                                       | 64                          | Gaspard de Ligondès                          |                             |                             |                             | |
| Fier                                                                         | 50                          | Jean-Baptiste Turpin du Breuil               |                             |                             |                             | |
| Fregatten und Korvetten                                                      |                             |                                              |                             |                             |                             | |
| Sensible                                                                     | 34                          | Charles René Louis de Bernard de Marigny     |                             |                             |                             | |
| Andromaque                                                                   | 32                          |                                              |                             |                             |                             | |
| Junon                                                                        | 32                          | Antoine de Beaumont                          |                             |                             |                             | |
| Iphigéne                                                                     | 32                          |                                              |                             |                             |                             | |
| Nymphe                                                                       | 32                          |                                              |                             |                             |                             | |
| Surveillante                                                                 | 32                          |                                              |                             |                             |                             | |
| Sincére                                                                      | 32                          |                                              |                             |                             |                             | |
| Perle                                                                        | 16                          | Charles de Mengaud de la Haye                |                             |                             |                             | |
| Hirondelle                                                                   | 16                          |                                              |                             |                             |                             | |
| Ecureuil                                                                     | 14                          |                                              |                             |                             |                             | |
| Sérin                                                                        | 14                          |                                              |                             |                             |                             | |
| Curieuse                                                                     | 10                          |                                              |                             |                             |                             | |
| Favorite                                                                     | 10                          |                                              |                             |                             |                             | |
| Lunette                                                                      | 4                           | Gilbert Pierre Alexandre Chavagnac           |                             |                             |                             | |
| Stärke: 2 Dreidecker, 29 Zweidecker und 14 kleinere Schiffe mit 2486 Kanonen |                             |                                              |                             |                             |                             | |

## Folgen
Das Aufeinandertreffen der beiden Flotten hatte so gut wie keine militärischen Folgen. Keine der beiden Seiten konnte ein Schiff des Gegners erobern oder versenken. Beide Flotten kehrten in ihre Häfen zurück.

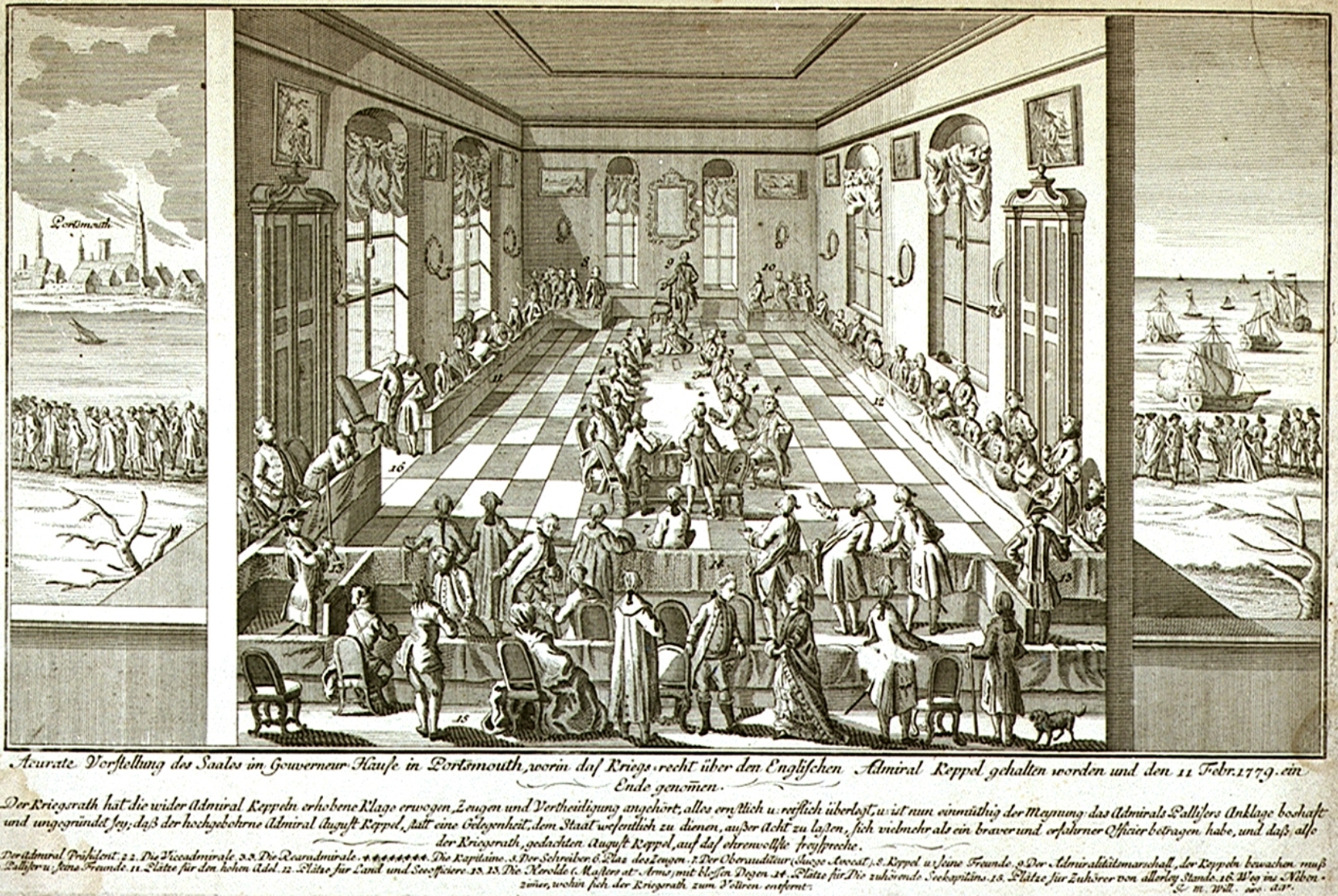
Kriegsgerichtsprozess gegen Keppel

Franzosen und Engländer bezichtigten sich gegenseitig des Ausweichens. In Großbritannien löste die ergebnislose Schlacht eine heftige öffentliche Debatte über die Verantwortung dafür aus. Dabei konzentrierte sich die Auseinandersetzung auf Keppel und Hugh Palliser. Beide beschuldigten sich auch gegenseitig. Die Verhandlung des Kriegsgerichts gegen beide Kontrahenten wurde je nach Parteimeinung unterschiedlich betrachtet. Der Prozess gegen Keppel dauerte insgesamt fünf Wochen und wurde in der Öffentlichkeit breit diskutiert. Insgesamt war aber die öffentliche Meinung und auch die der Marine eher auf Seiten von Keppel. Es kam sogar zu gewaltsamen Protesten in London. Beide Beschuldigten wurden freigesprochen, verloren aber ihre Posten. Kaum weniger kritisch wurde in Frankreich die Leistung d’Orvilliers beurteilt. Er wurde seines Kommandos enthoben und trat in ein Kloster ein.